# 3387 Greenberg
3387 Greenberg este un asteroid din centura principală, descoperit pe 20 noiembrie 1981, de Edward Bowell.